# 뉴기니쥐반디쿠트속
뉴기니쥐반디쿠트속(Microperoryctes)은 반디쿠트목에 속하는 유대류 속의 하나이다. 뉴기니섬 열대 우림에서 서식하며 알려진 정보는 거의 없다.

## 특징
비교적 작은 크기의 반디쿠트로 뾰족한 주둥이와 작은 귀, 길고 부드러운 털을 갖고 있다. 해발 최대 4,500m 이하의 뉴기니섬 열대우림에서 서식한다. 습성에 대해서는 거의 알려져 있지 않다. 열매와 작은 동물을 먹는 잡식성 동물일 가능성이 높고 나무 뿌리 부분에 둥지를 만들고 독거 생활을 한다. 암컷은 1~3마리의 새끼와 함께 발견된다.

## 하위 종
- 쥐반디쿠트 (M. murina)
- 동부줄무늬반디쿠트 (M. ornata)
- 줄무늬반디쿠트 또는 서부줄무늬반디쿠트 (M. longicauda)
- 아르팍피그미반디쿠트 (M. aplini)
- 파푸아반디쿠트 (M. papuensis)